# Sự quyến rũ xấu xa
Roy Leh Sanae Rai  (tên tiếng Thái: ร้อยเล่ห์เสน่ห์ร้าย, tên tiếng Việt: Sự quyến rũ xấu xa / Tình yêu lừa dối (tên tiếng Việt bản 2002)) là bộ phim truyền hình Thái Lan. Bộ phim phát sóng vào năm 2002 trên đài Channel 5 (CH5). Hãng Exact tiếp tục làm phiên bản mới 2015 và chiếu trên kênh OneHD, với sự tham gia của Puttichai Kasetsin và Pantila Pansirithanachote. Phim được phát sóng tại Việt Nam trên kênh Let's Viet (phiên bản 2002)  và TVStar SCTV11 (phiên bản 2015) . Trên trang trực tuyến Zing TV, bộ phim đạt 9,2 triệu lượt xem tại Việt Nam.

## Nội dung
Tỉ phú Kasemrat, chủ sở hữu của dịch vụ giải trí nổi tiếng - Harem, mắc bệnh ung thư giai đoạn cuối. Kasemrat cần tìm gia đình của người bạn quá cố Jakapot, người bạn ông từng hợp tác thời trẻ và bị chính ông đâm sau lưng. Cuối cùng thì Kasemrat cũng tìm thấy Namneung, con gái duy nhất của Jakapot. Kasemrat quyết định thay đổi di chúc, để lại một nửa tài sản cho Namneung, xem như đền bù cho tội lỗi mình gây ra. Sau khi Kasemrat qua đời, con trai duy nhất là Kongpop yêu cầu luật sư là ông Tianchai công bố di chúc. Kongpop bỗng chốc trở thành người thừa kế sáng giá trong giới thượng lưu, trở thành miếng mồi thơm ngon với nhiều cô gái. Để lấy lại được tài sản đáng thuộc về mình, Kongpop tiếp cận, quyến rũ và khiến Namneung đồng ý kết hôn với mình. Đến ngày cưới, mọi chuyện vỡ lờ, Namneung đau khổ vì bị lừa dối đã quyết định trả lại tài sản và hủy đám cưới với Kongpop. Dù xuất phát bằng sự lừa dối nhưng con tim Kongpop vốn đã trao cho Namneung từ lâu nên anh không chịu được chuyện mất vợ trong hôn lễ. Thêm người yêu cũ của Namneung cứ lỡn vỡn bên cạnh cô khiến anh phát điên tìm cách khiến cô trở về bên mình. Cuộc hôn nhân giữa "trai đểu" và gái ngoan này sẽ đi về đâu?

## Diễn viên
| Phiên bản                             | Năm 2002             | Năm 2015                  |
| ------------------------------------- | -------------------- | ------------------------- |
| Đài                                   | Channel 5\|Ch5       | OneHD                     |
| Phát sóng                             | 20/07 - 13/10        | 03/06 - 16/07             |
| Tập                                   | 15                   | 14                        |
| Kongpop Pattaratanasarn               | Jesdaporn Pholdee    | Puttichai Kasetsin        |
| Namneung Praserttikul                 | Phiyada Akkraseranee | Pantila Pansirithanachote |
| Tor                                   | พีรชัย โปษยานนท์        | Chinawut Indracusin       |
| Yim                                   | Sakaewan Yongjaiyuth | Note Panayanggool         |
| Rattana Pattaratanasarn (dì Kongpop)  | Ranya Siyanon        | Panita Pattanahirun       |
| Ponfah                                | Chermarn Boonyasak   | Malinee Adelaide Coates   |
| PraewRoong                            | Suwatjanee Chaimusik | Sitang Punpop             |
| Jenny                                 | Irin Sriklao         | Airin Yoogthatat          |
| Pimpit (mẹ Namneung)                  | Kanjana Jindawat     | Paweena Charivsakul       |
| Jakapop (bố Namneung)                 | Kurkkiat Panpipat    | Pollawat Manuprasert      |
| Tin                                   | Naphon Phromsuwan    | Kunchanuj Kengkarnka      |
| น้ำอบ                                  | พรพรหม สายบัว         | Phattharawadee Pinthong   |
| เฉิดฉาย                                | ปาริชาติ รักมาก         | Sutita Gatetanon          |
| จิ๋ม                                    |                      | กัญณภัทร วรบวรภัทร           |
| ทนงศักดิ์                                |                      | Kunakorn Kirdpan          |
| วิทยา                                  |                      | Passin Reungwoot          |
| Kasemrat Pattaratanasarn (bố Kongpop) | Sombat Metanee       | Dilok Thongwattana        |
| จักรพจน์ ประเสริฐธิกุล                     | คมกฤต ยุติยงค์          | ปิยะพงค์ ตุรงคกุล             |
| Kasemrat (lúc trẻ)                    |                      | Akarat Nimitchai          |
| Pimpit (lúc trẻ)                      |                      | Nantharat Chaowarat       |
| Jakapop (lúc trẻ)                     |                      | Atrut Kittipattana        |